# Колумнист
Колумнистът е водещ на редовна коментарна рубрика (колонка) в периодично издание – вестник, списание или интернет медия. Колумнисти могат да бъдат както журналисти, така и изтъкнати личности, чието лично или професионално мнение формира общественото (учени, писатели, правозащитници, специалисти в различни области). Думата идва през английски от латинското columna, „колона“ (подразбира се вестникарска, заради по принцип краткия обем на коментарните текстове – т.е „колонкар“, „рубрикар“, „дежурен списвач на рубриката / водещ рубриката“).